# تاونوس
تاونوس رشته‌کوهی در منطقه هسن در آلمان است و در نزدیکی فرانکفورت قرار دارد. بلندترین قلهٔ این رشته‌کوه، گروسر فلدبرگ به ارتفاع ۸۷۸ متر است. دیگر قله‌های مهم آن، کلاینر فلدبرگ به ارتفاع ۸۲۵ متر و آلتکونیگ به ارتفاع ۷۹۸ متر هستند.
رشته‌کوه تاونوس در محدودهٔ ناحیه‌های هخ‌تاونوسکرایس، ماین-تاونوس، راینگاو-تاونوس، لیمبرگ-وایلبورگ و راین-لان گسترده شده‌است. چشمه‌های زمین‌گرمایی و آب‌های معدنی این کوه معروف است و در گذشته عامل جذب حاکمان اروپایی به این منطقه بوده‌است.

## معرفی
رشته‌کوه تاونوس منطقه‌ای نسبتاً کم‌ارتفاع است و شامل کوه‌هایی هموار شده و نوک‌گرد با پوشش جنگلی است. درهٔ رودهای راین، ماین و لان مرزهای محدودهٔ این کوه را شکل داده‌اند. درهٔ رود راین، این کوه را از رشته‌کوه هونزروک جدا کرده‌است.
تاونوس از نظر جغرافیایی، اکولوژیکی و زمین‌شناسی به سه بخش تقسیم می‌شود:
- تاونوس پیشین (Vortaunus) در جنوب که در مجاورت شهرهای فرانکفورت و ویسبادن قرار دارد. این بخش عمدتاً از صخره‌های رسوبی قدیمی تشکیل شده‌است و سنگ‌هایی مانند موسکویت، فیلیت و شیست سبز در آن مشاهده می‌شود. جلوهٔ سبز این صخره‌ها ناشی از وجود اپیدت و کلریت‌ها است.
- تاونوس بلند (Hoher Taunus) بخش مرکزی رشته‌کوه تاونوس است که قله‌های بلند آن در این بخش قرار دارند. ترکیب زمین‌شناسی این بخش شامل سنگ لوح، کوارتزیت و ماسه‌سنگ است.
- تاونوس دور (Hintertaunus) در انتهای شمالی قرار دارد و بزرگترین بخش تاونوس است. مواد تشکیل دهندهٔ این بخش شامل لای‌سنگ، سنگ‌های رسی و ماسه‌سنگ خاکستری است.

رشته‌کوه تاونوس در دوران زمین‌شناسی دوونین شکل گرفته‌است. ترکیب زمین‌شناسی کوه‌ها در منطقه‌ای که با دریایی باستانی به پهنای چند صد کیلومتر پوشانده شده‌بود ایجاد شده‌است و شامل گنیس، شیست سبز، فیلیت، سنگ لوح و ماسه‌سنگ است.